# تونی گاردمایستر
تونی گاردمایستر (فنلاندی: Toni Gardemeister؛ زادهٔ ۳۱ مارس ۱۹۷۵) راننده رالی اهل فنلاند است.
وی در تیم‌های  سیات اسپورت، میتسوبیشی موتورز، اشکودا موتوراسپورت، تیم رالی جهانی فورد و تیم رالی جهانی سوزوکی عضویت داشته است.